# برودريك تومسون
برودريك تومسون هو متزحلق جبال الألب كندي، ولد في 19 أبريل 1994 في شمال فانكوفر ‏ في كندا.

## وصلات خارجية
- برودريك تومسون على موقع الاتحاد الدولي للتزلج (التزلج على المنحدرات الثلجية) (الإنجليزية)
- برودريك تومسون على موقع أوليمبيديا (الإنجليزية)
- برودريك تومسون على موقع اللجنة الأولمبية الكندية (الإنجليزية)